# 새빗켐
주식회사 새빗켐(영어: Sebitchem)은 경상북도 김천시에 본사를 둔 폐배터리 재활용 기업이다.

## 역사 및 현황
2001년 6월에 설립되었으며, 2022년 8월 4일에 코스닥 시장에 상장하였다.
2024년 새빗켐이 설비투자 재원과 상속세 납부 재원 마련을 위해 사모펀드에 매각을 추진하였다.
2025년 2월 박민규 창업주 일가가 LX인베스트먼트에 300억 원에 경영권을 매각하였다.

## 논란
주가가 상장 후 고점 대비 90%가 내렸으며 오너가가 증여세를 적게 내려고 주가를 방치한다는 주장이 있다.

### 내용주
1. ↑  주관사를 한국투자증권으로 공모가 35,000원에 코스닥 시장에 상장